# Opactwo Cystersów w Oliwie

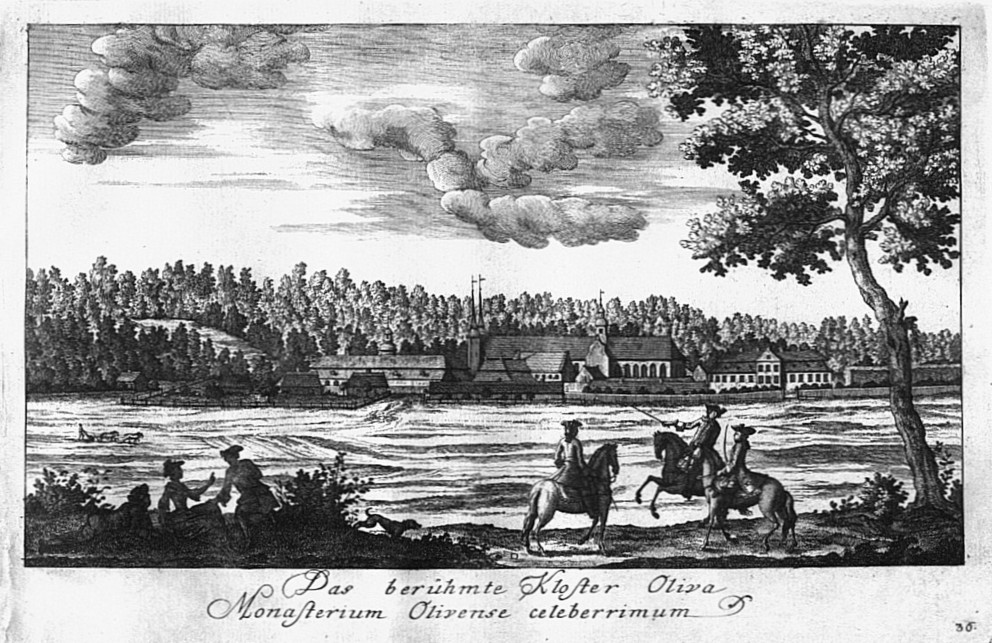
Klasztor Cystersów w Oliwie (1765)

Opactwo Cystersów w Oliwie – dawne zgromadzenie zakonne cystersów w Oliwie (obecnie dzielnicy Gdańska), najstarsza placówka klasztorna na Pomorzu Gdańskim istniejąca nieprzerwanie od 1188 do 1831 roku, a w latach 1466–1772 trwale opowiadająca się po stronie Rzeczypospolitej w jej nieustannych sporach z Gdańskiem. Zabudowania klasztorne wielokrotnie ulegały zniszczeniom dokonywanym przez pogańskich Prusów, Brandenburczyków, Krzyżaków, husytów, Szwedów, Rosjan i samych gdańszczan. W schyłkowy okres istnienia opactwo weszło wraz z I rozbiorem Polski w roku 1772 w skład królestwa Prus. Na skutek pruskiej polityki kasacyjnej w 1831 roku zakon cysterski został zlikwidowany.

## Fundacja klasztoru
Od połowy XII wieku powstawały na ziemiach polskich (szczególnie w Wielkopolsce, na Pomorzu i zachodniej Małopolsce oraz na Śląsku) liczne klasztory cystersów: Łekno (1153), Lubiąż (1163), Kołbacz (1173), Ląd (1173), Sulejów (1176), Wąchock (1179), Koprzywnica (1185), Mogiła (1222) Henryków (1227), i inne, a nieco później nieliczne konwenty cysterek:Trzebnica (1203), Ołobok (1211) i Owińska (1250).
Skład konwentów był w ogromnej większości cudzoziemski. Cystersi małopolscy wywodzili się z Morimond w Burgundii (obecnie w Szampanii) i do późnego średniowiecza przeważali tu Francuzi i Włosi. W konwentach w pozostałych dzielnicach najwięcej było Niemców – do wielkopolskich Łekna, Lądu, czy Obry (1240) (filii podkolońskiego opactwa cystersów w Altenbergu) przyjmowani byli wyłącznie mieszczanie kolońscy. Natomiast w Kołbaczu i kolejnych filiach tego opactwa dominowali Duńczycy.
Bez zakonów – zarówno w rozumieniu władz świeckich, jak i kościelnych – proces cywilizowania i chrystianizacji ziem polskich z pewnością przebiegałby znacznie wolniej. Mnisi przynosili bowiem z sobą szeroko pojętą wiedzę w zakresie piśmiennictwa, budownictwa, uprawy roli, wielorakich rzemiosł, a przede wszystkim zarządzania. Ich działalność legła u podstaw struktury państw piastowskich okresu rozbicia dzielnicowego.
Pomysł sprowadzenia cystersów na Pomorze Gdańskie zarejestrowana w kronikach klasztoru oliwskiego legenda przypisuje gdańskiemu księciu Sobiesławowi. W rzeczywistości fundatorem był syn Sobiesława Sambor I gdański, który w roku 1186 sprowadził ich z Kołbacza: „Schamborius princeps Pomeranorum Cisterciensis ordinis collocavit in loco, qui Oliva” (Książę pomorski Sambor osadził zakon cystersów w miejscu zwanym Oliwa). Grupie zakonników przewodził Duńczyk Bernard Dithard, który został pierwszym opatem. Klasztor w Kołbaczu był filią duńskiego Esrum, więc przybyli do Oliwy mnisi zapewne w większości pochodzili z Danii.

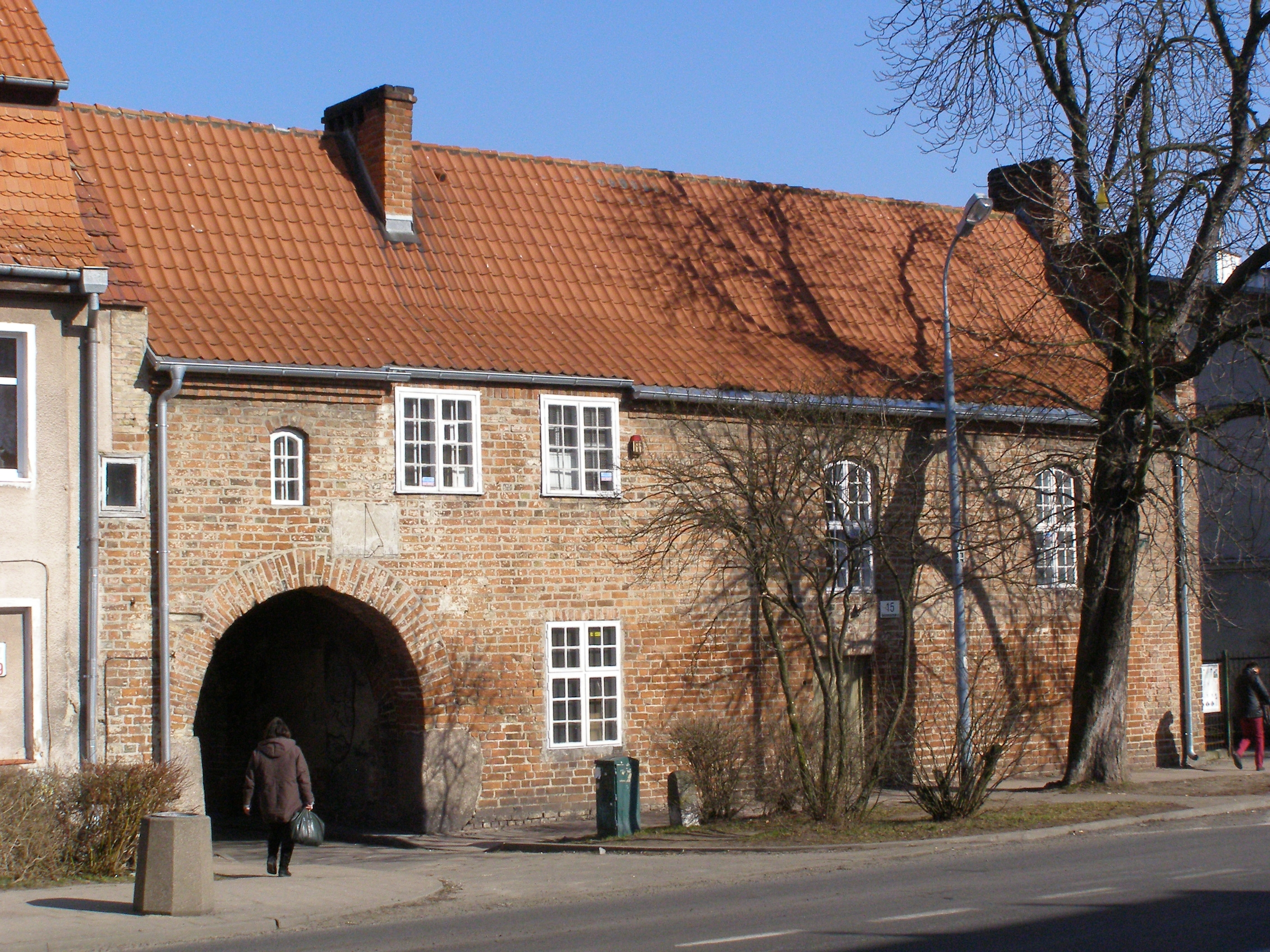
Dom Bramny (Zarazy), dawna główna brama klasztoru

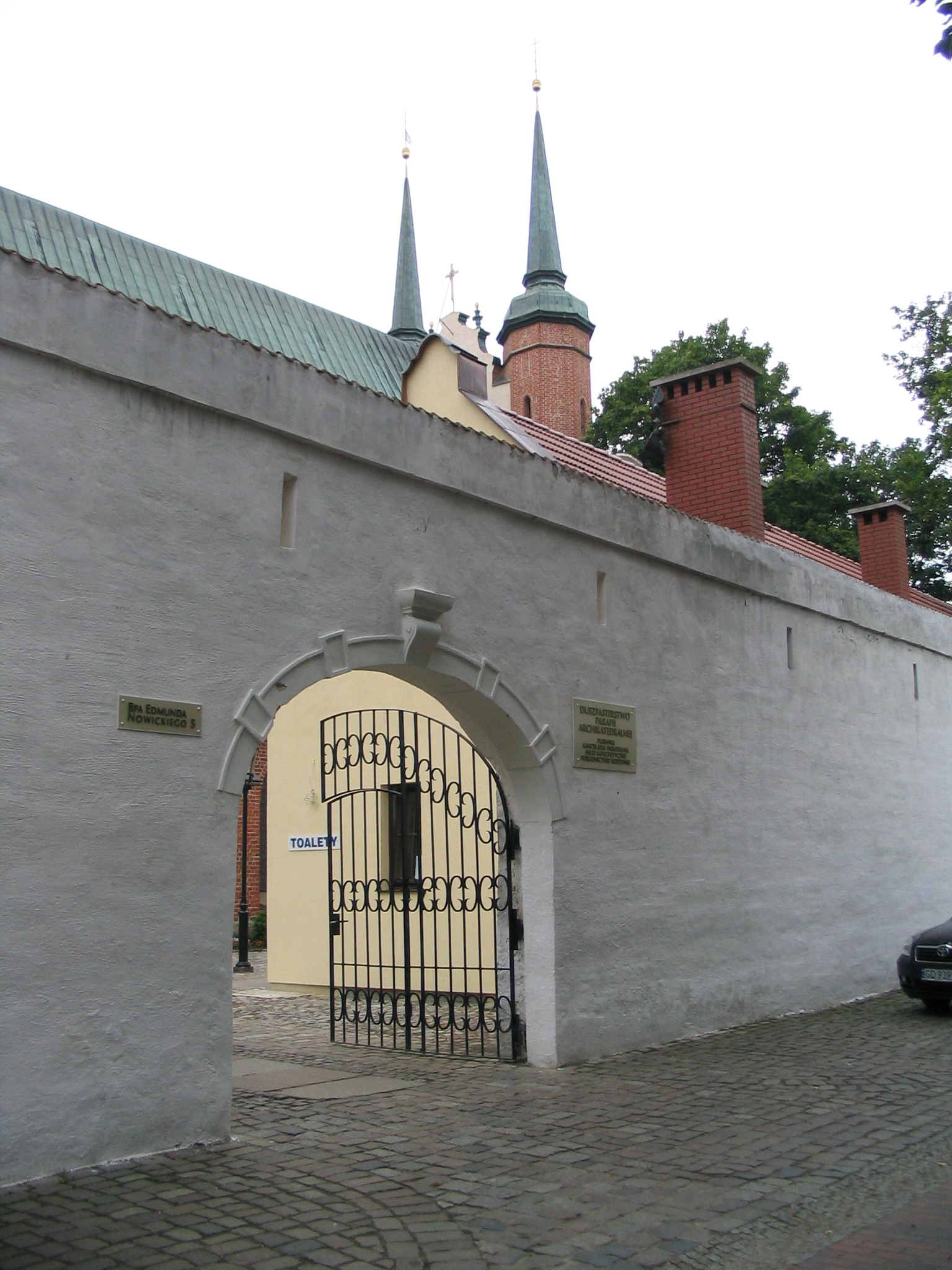
Boczna brama klasztorna

18 marca 1188 roku nastąpiło w Gdańsku uroczyste podpisanie aktu fundacyjnego. Klasztor otrzymał cenne przywileje umożliwiające uzyskiwanie dochodów z rybołówstwa i z młynów na Potoku Oliwskim. Otrzymał też kilka wsi, a wśród nich tę, którą zakonnicy nazwali: „Olyva, ubi coenobium constructum est” (Oliwa, gdzie wspólnota jest budowana). Wśród językoznawców od dawna toczy się spór odnośnie do pochodzenia tej nazwy, przy czym większość uznaje, że źródłosłowu należy szukać w słowiańskiej nazwie rzecznej Oława, mylnie skojarzonej przez nieznających dawnego języka kaszubskiego zakonników z oliwką, a w konsekwencji z Górą Oliwną.
Pierwotny konwent liczył zaledwie dwunastu zakonników. Dlatego też ograniczyli się oni jedynie do wzniesienia romańskiego oratorium oraz drewnianych zabudowań mieszkalnych. Dopiero w pierwszej połowie XIII wieku oratorium zaadaptowano na prezbiterium, dobudowano po obu jego stronach wydłużone kaplice, charakterystyczne dla cysterskiego kościoła w Fontenay, na którego planach wzorowało się wiele cysterskich świątyń. Zbudowano wówczas transept i zasadniczy korpus kościoła o długości czterech przęseł dzisiejszej nawy głównej, a także pierwsze murowane zabudowania klasztorne. Około roku 1300 powstał też kościółek św. Jakuba przeznaczony – jako parafialny – dla miejscowej ludności.

## Pod panowaniem książąt pomorskich
Około 1195 roku mnisi z oliwskiego konwentu zostali usunięci, a na ich miejsce przysłano z Kołbacza następnych; przypuszczalnie chodziło o kwestie dyscyplinarne. Niemniej jednak opactwo rozkwitało, a hojne nadania książąt spowodowały, że pod koniec XIII wieku do klasztoru oliwskiego należało 50 wsi, stacja rybacka na dziś praktycznie nieistniejącym Jeziorze Zaspa wraz z flotyllą 40 łodzi, a także wyłączność na korzystanie z potoku Strzyża i posiadanie na nim młynów, nie licząc dziesięciny z ceł i karczem gdańskich: decimam etiam de omnibus tabernis.

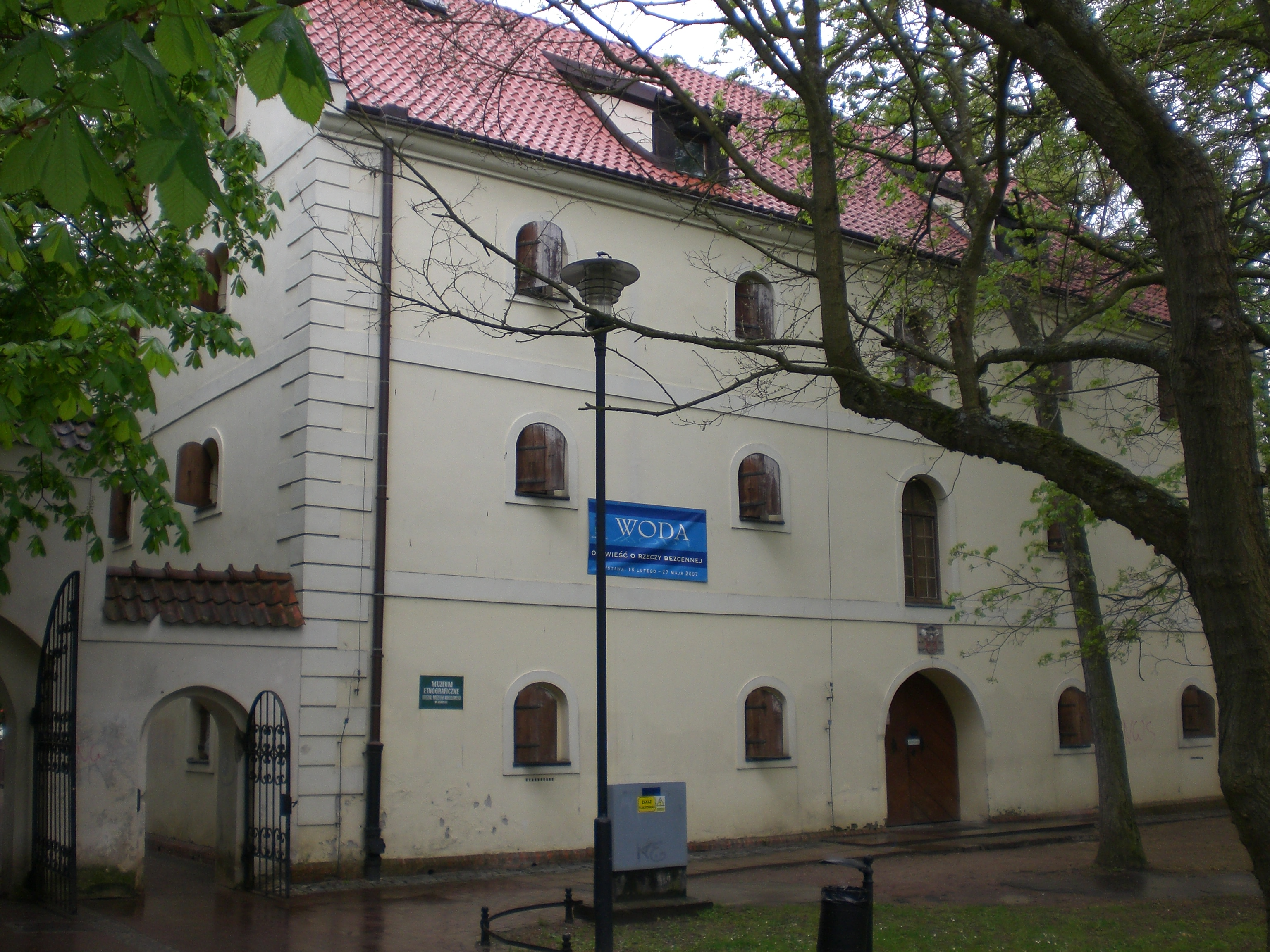
Dawny spichlerz klasztorny – obecnie siedziba Muzeum Etnograficznego

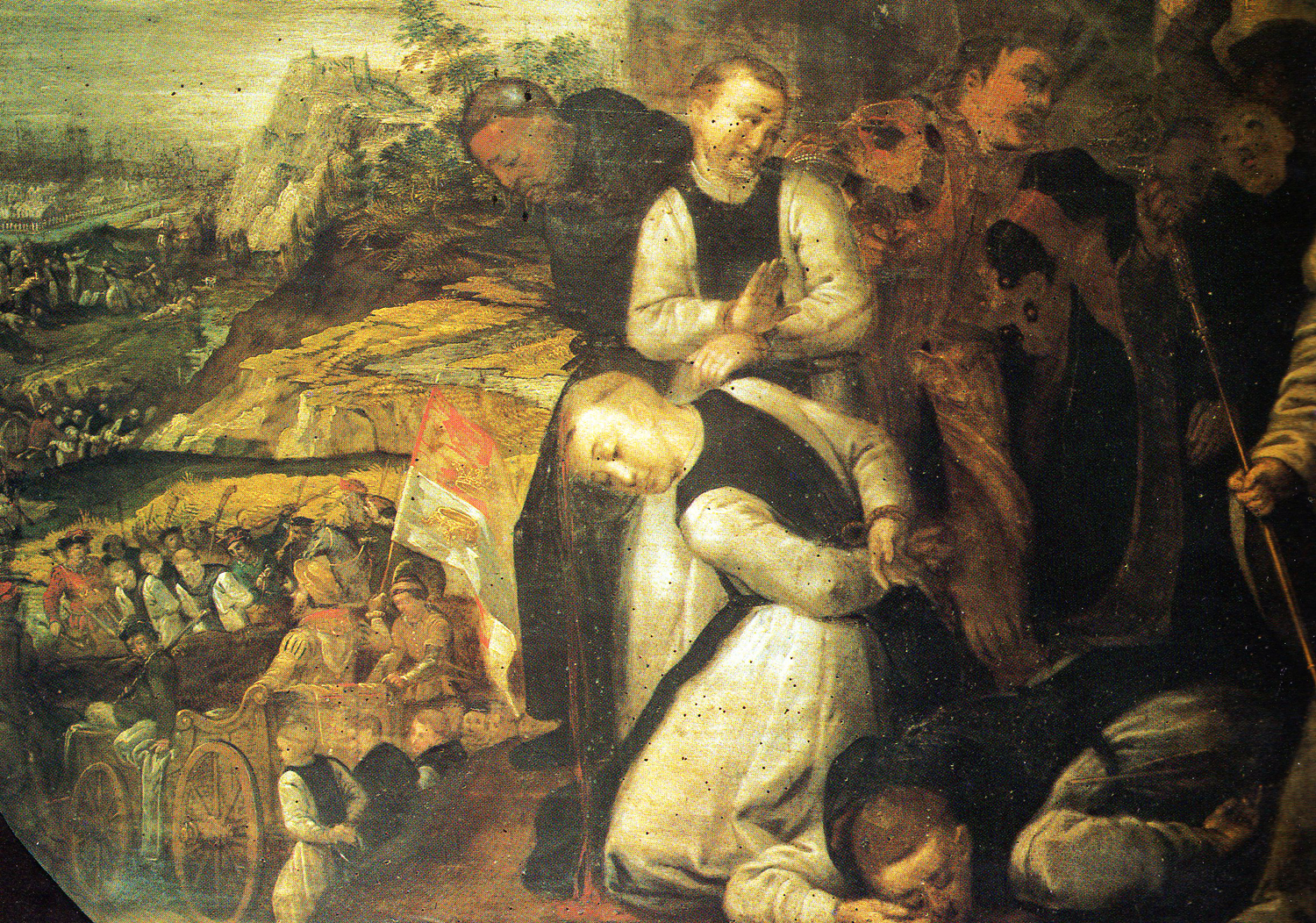
Rzeź mnichów przez Prusów pod Gdańskiem w roku 1226

W 1226 roku klasztor został złupiony i spalony przez pogańskich Prusów, a zakonnicy wymordowani na oczach mieszkańców. Z Kołbacza wkrótce przybyli nowi zakonnicy i zajęli się odbudową, ale w 1236 roku Prusowie zjawili się ponownie paląc zabudowania, zabijając sześciu mnichów i trzydziestu czterech ludzi służebnych. Pierwszy z tych napadów spowodował, że cystersi oliwscy zostali, przez papieża Honoriusza III, zwolnieni z dziesięciny. Opactwo doświadczyło też kilku „rejz” krzyżackich; rycerze zakonni w roku 1246 spalili klasztor, a w latach 1247 i 1252 złupili. Były to odwetowe uderzenia na ziemie Świętopełka, którego Krzyżacy podejrzewali o podburzanie Prusów do powstania.
W 1294 roku zmarł kolejny opiekun opactwa książę Mściwoj II, który w roku 1274 zabronił postronnym wyrębu w lasach należących do klasztoru oliwskiego. Pochowano go w kościele klasztornym podobnie jak i innych pomorskich władców.
Na pogrzeb Mściwoja przybył do Oliwy Przemysł II – wielkopolski książę, który na mocy wcześniejszej umowy dziedziczył władzę na Pomorzu. Zjednoczenie obydwu dzielnic otworzyło mu drogę do koronacji. Nie panował jednak długo; został zamordowany w 1296 roku. Przez następne kilkanaście lat Pomorze przechodziło z rąk do rąk. Najpierw jego władcą stał się książę Władysław Łokietek, ale w roku 1300 królem Polski został panujący w Czechach Wacław II. W 1305 roku jego następcą został Wacław III, ale nim zdążył pewnie osiąść na tronie, zginął w zamachu w 1306 roku. Wówczas Pomorze przejął ponownie zbierający polskie ziemie Władysław Łokietek, jednak wkrótce je utracił. W roku 1308 pobliski Gdańsk został zajęty przez Brandenburczyków, którzy dokonali licznych zniszczeń w opactwie, co w roku 1310 zrekompensował margrabia Waldemar, wymieniany później wśród dobroczyńców opactwa.

## W czasach krzyżackich

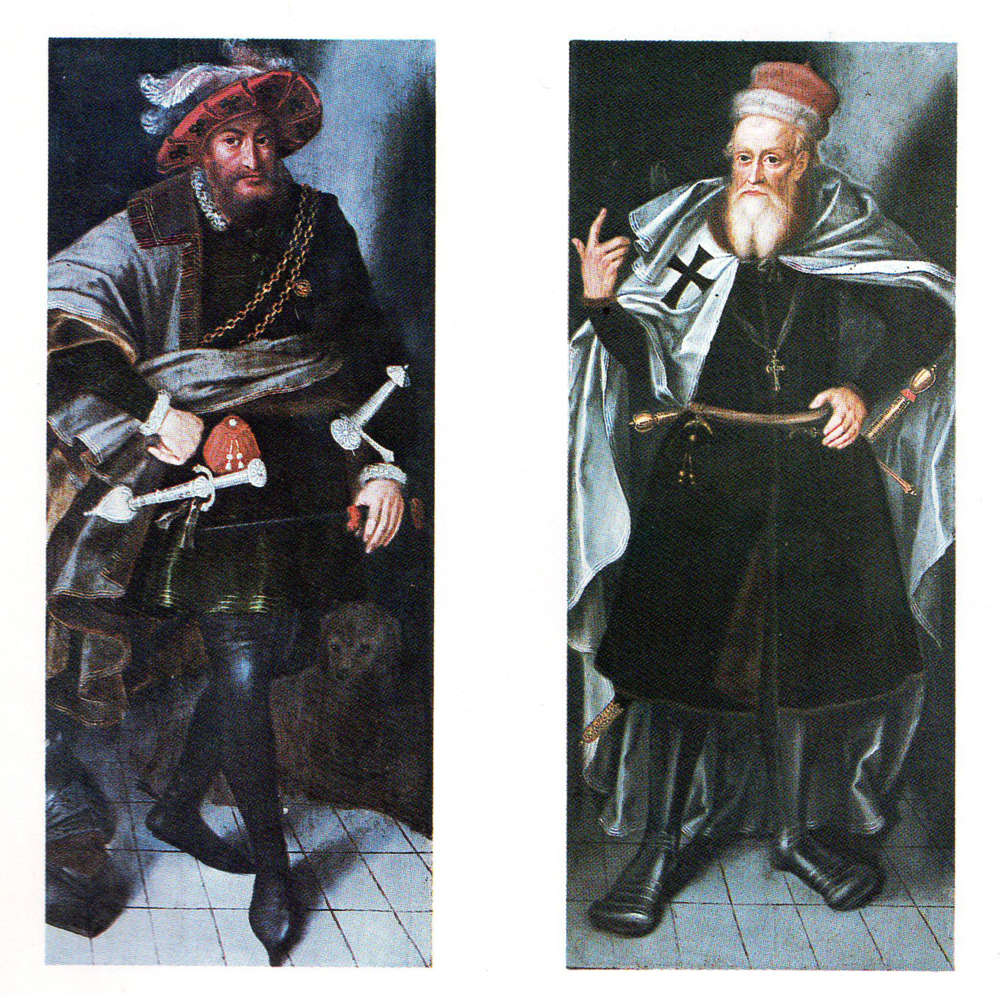
Margrabia brandenburski Waldemar i wielki mistrz Winrich von Kniprode jako fundatorzy i dobrodzieje Oliwy

Po rzezi gdańskiej w 1308 roku Oliwa, wraz z całym Pomorzem, dostała się pod panowanie krzyżackie. Opat Rüdiger musiał uznać status quo. Pomimo tego oraz zatwierdzenia w roku 1312 stanu posiadania opactwa przez wielkiego mistrza Karola Bessarta z Trewiru, początkowo dochodziło do licznych zatargów na tle majątkowym i terytorialnym między klasztorem cystersów a Zakonem. Dlatego, na prośbę oliwskiego opata, papież Jan XXII potwierdził w roku 1320 stan posiadania klasztoru. Również biskupi Warmii i Pomezanii potwierdzili w roku 1323 niepodzielność majątku opactwa.
Opaci oliwscy uznawali zwierzchnictwo Krzyżaków. Brali nawet ich stronę podczas sporów z Polską przed obliczem papieża. Co nie przeszkodziło im, w 1325 roku, mimo wyraźnego zakazu Krzyżaków, wpłacić świętopietrza na ręce biskupów polskich. Ostatecznie zatargi Oliwy z Krzyżakami wygasły w 1342 roku, kiedy wielki mistrz Ludolf König von Wattzau uznał wszystkie roszczenia cystersów.
25 marca 1350 roku ogień doszczętnie strawił kościół i klasztor; pożar najprawdopodobniej wybuchł podczas czyszczenia kuchennego komina. Kościół odbudowano w ciągu pięciu lat, przy czym nadano mu styl gotycki. Przedłużono prezbiterium w kierunku wschodnim, a w miejsce zlikwidowanych kaplic wybudowano ambit i łączącą się z nim opacką kaplicę św. Krzyża. Nawę główną przedłużono o cztery przęsła, przez co świątynia osiągnęła obecne rozmiary. W klasztorze powstały wówczas refektarz wielki oraz lawatorium. Pieniądze na odbudowę pochodziły, między innymi, z kasy wielkiego mistrza Heinricha Dusemera.
Na początku XV wieku nastąpiło wyraźne rozprzężenie dyscypliny, co związane było po części z sytuacją materialną klasztoru. Krzyżacy bowiem, w latach 1401–1403, obłożyli dobra klasztorne wysokimi podatkami w związku z narastającym konfliktem z królem Władysławem Jagiełłą. Doszły do tego epidemie w latach 1416 i 1427, a potem najazd sprzymierzonych z Polską husyckich sierotek. Husyci pod wodzą Jana Čapka z Sán w 1433 roku dokonali poważnych zniszczeń w opactwie i jego dobrach, m.in. spalili Sopot, ale nie zdobyli Gdańska, gdzie schronili się zakonnicy z Oliwy.
W roku 1454 wybuchła wojna trzynastoletnia. Król Kazimierz Jagiellończyk na prośbę miast pruskich ogłosił inkorporację Prus. Wizytując miasta Pomorza odwiedził w 1457 roku Oliwę. Opactwo popierało Związek Pruski, wspierając finansowo i opowiadając się po stronie króla. Krzyżacy próbowali odzyskać utracone terytoria, dlatego wojska królewskie broniące Gdańska zajęły opactwo oliwskie. 600 żołnierzy Gotarda z Radlina otoczyło Oliwę wieńcem fortyfikacji.
Ostatecznie po roku 1466, w wyniku pokoju toruńskiego, Pomorze Gdańskie przeszło w polskie ręce jako Prusy Królewskie.

## W dobie reformacji

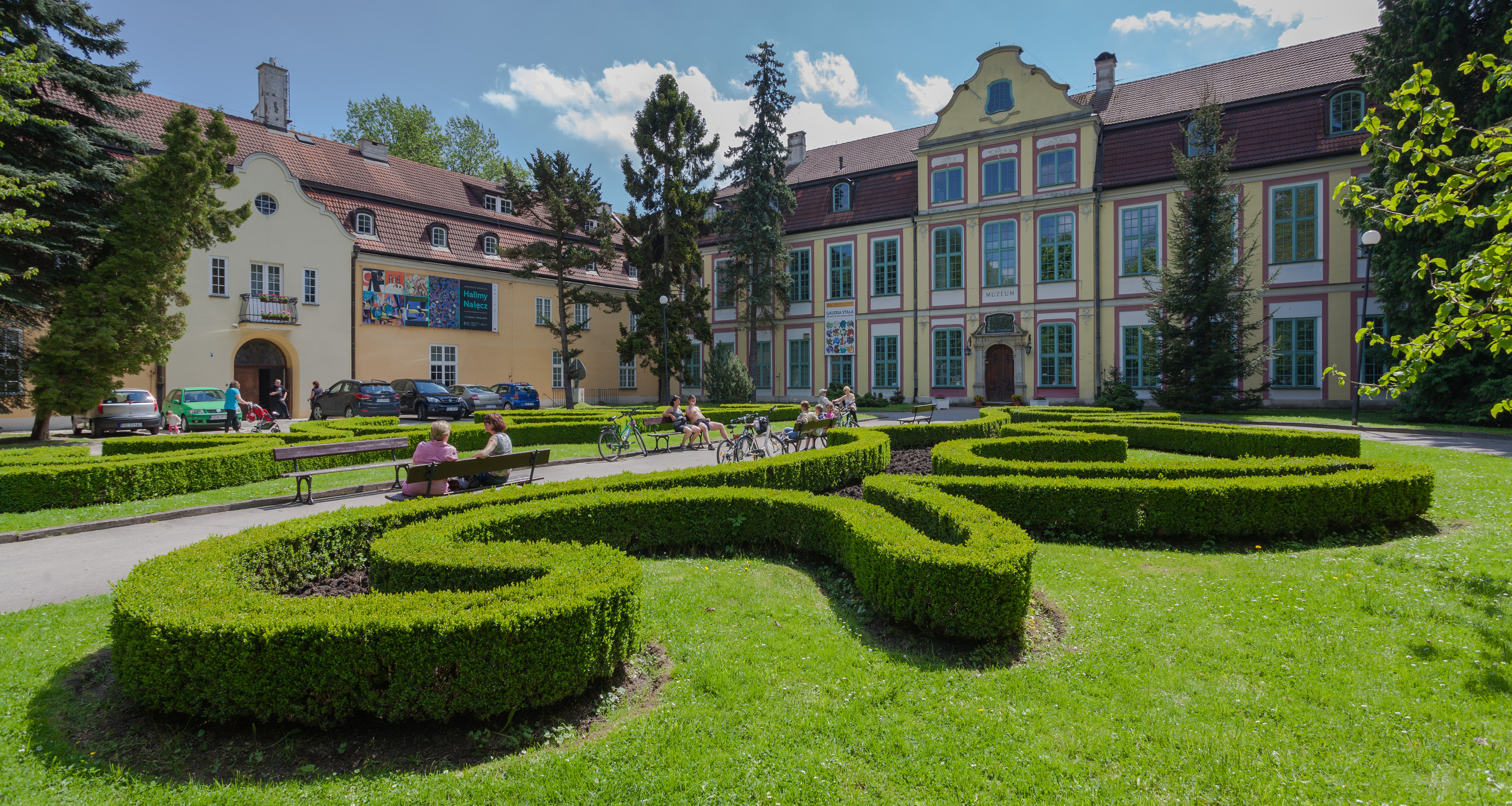
Z lewej Stary Pałac, z XV wieku

W drugiej połowie XV wieku klasztory w Oliwie i Pelplinie usiłowano przyłączyć do polskich prowincji zakonnych, ale w 1487 roku kapituła generalna zakonu cystersów w Citeaux w Burgundii wydała edykt o przynależności obu konwentów do prowincji bałtyckiej. Oliwa była wizytowana przez opatów z Kołbacza, co prawdopodobnie przyczyniło się do usunięcia opata Piotra Smitzingiusa.
W latach 1474–1488 opat Mikołaj Muskendorf przeprowadził prace remontowe i budowlane w opactwie i w dobrach klasztornych. W roku 1516 klasztor oliwski udzielił gościny Albrechtowi von Hohenzollern-Ansbach, co zwykło się poczytywać za akt wrogi wobec Korony, bowiem podczas wojny 1519–1521 przez Oliwę przechodziły oddziały zaciężne z Brandenburgii. Zakonnicy tłumaczyli się, że Albrecht był wielkim mistrzem Zakonu, a opactwo udzielało mu noclegu jako dostojnikowi Kościoła.
XVI wiek to czas coraz większych wpływów reformacji w Gdańsku i na Pomorzu. Po 1525 roku skłaniająca się ku reformacji szlachta pomorska zaczęła żądać, by cystersi dołączyli do zakonów żebraczych i opuścili klasztor żyjąc z jałmużny. Za oliwskimi cystersami ujął się król Zygmunt zlecając opiekę nad opactwem wojewodzie Jerzemu Bażyńskiemu. W 1540 roku Rada Miasta Gdańska uchwaliła, że klasztor oliwski ma opłacać szkolnictwo, ale opaci tłumaczyli się niskimi dochodami. W tym samym roku próbowano przekazać dobra klasztorów oliwskiego i pelplińskiego biskupowi diecezjalnemu, ale opat pelpliński osobiście wyprosił u króla Zygmunta Augusta potwierdzenie stanu posiadania. W całej prowincji pomorskiej zostały tylko Oliwa i Pelplin, gdyż inne opactwa przestały istnieć.
Także w Oliwie dały się odczuć wpływy reformacji. W 1549 roku opatem został sprzyjający protestantyzmowi Lambert Schlieff. Wyboru dokonano pod naciskiem rodu Loitzów mającego znaczny wpływ na króla. Schlieff był popierany przez biskupa warmińskiego. Zygmunt August w 1555 roku zapewnił Schlieffowi indygenat szlachecki. Kronika oliwska nazywała Schlieffa człowiekiem nieuczonym, nieposłusznym i trwoniącym majątek opactwa, co w roku 1557 spowodowało usunięcie go ze stanowiska. Stało się tak z inicjatywy Kaspra Geschkaua, który oskarżał Schlieffa o różne przestępstwa. Król początkowo przestał popierać Schlieffa, ale pod wpływem jego możnych protektorów ponownie powołał go na urząd opata. W roku 1559, w drodze do opactwa, Schlieff zmarł, zdążył jednak mianować swym następcą Mikołaja Lockę.

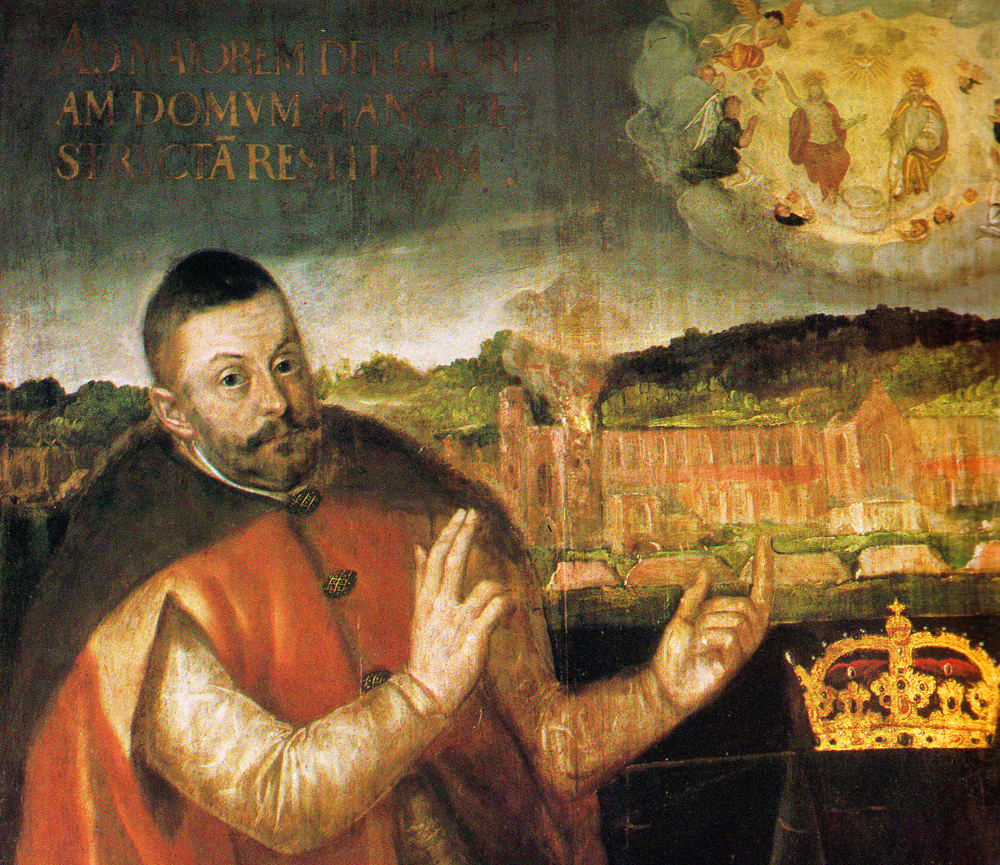
Król Stefan Batory i spalony przez gdańszczan klasztor oliwski

Mikołaj Locka uzyskał potwierdzenie swej godności ze strony króla, ale w Oliwie urzędował Kacper Geschkau. Usunięto go (z królewskiego rozkazu) dopiero przy użyciu siły. Urząd opata objął Mikołaj Locka, ale Geschkau wszelkimi siłami zabiegał o poparcie. W roku 1567 odzyskał łaskę królewską, a w 1568 roku zawarł porozumienie z Mikołajem Locką, na mocy którego został koadiutorem opactwa oliwskiego, która to funkcja zapewniała następstwo po śmierci urzędującego opata. Tak się rzeczywiście stało – w 1569 Geschkau uzyskał nominację i objął stanowisko w Oliwie. Wkrótce Geschkau stanął, wraz z biskupem kujawskim Stanisławem Karnkowskim i kasztelanem gdańskim Janem Kostką, na czele królewskiej Komisji Morskiej i występował kilka razy jako rzecznik króla w sporach z Gdańskiem (o zajęty przez protestantów kościół, o „Dominium Maris Baltici”, o flotę kaprów, o zwrot pożyczki).
Kiedy Gdańsk zbuntował się przeciw władzy króla Stefana Batorego, opat Geschkau dał się już poznać jako człowiek Rzeczypospolitej i zdążył wielokrotnie narazić się miastu. W lutym 1577 roku doszło do napaści protestantów gdańskich. Geschkau zdołał uciec, ale opactwo zostało obrabowane i doszczętnie spalone. Zginęło dwóch zakonników, kilku zostało rannych. Ocalałe mury klasztoru gdańszczanie chcieli wyburzyć, ale nadeszła odsiecz królewskich wojsk pod wodzą starosty Ernesta Wejhera. W rok później Gdańsk ostatecznie uznał władzę Batorego i został zmuszony do zapłacenia 20 000 guldenów odszkodowania. Dzięki temu oraz hojnym nadaniom króla i magnatów odbudowę klasztoru można było zacząć natychmiast. Wszystkie zabudowania klasztorne i kościół odtworzono w dawnym kształcie i stylu. Dobudowano jedynie kaplicę chrzcielną i dodano barokowe ozdoby. Kościół zaczął funkcjonować już w 1583 roku. Cystersi do tego czasu mieszkali w przejętym przez Geschkaua klasztorze kartuskim. Kasper Geschkau zmarł w 1584 roku. Tuż przed jego śmiercią ukończono odbudowę starego pałacu opackiego, który, według Annales Monasterii Olivensis był w swoim czasie siedzibą książęcą: „ubi consuerunt habitare fundatores huius monasterii” (gdzie mieli zwyczaj mieszkać fundatorzy tego opactwa).

## Za Wazów
Kolejnym opatem został Jan Kostka, piastujący tę godność od 1584 roku do śmierci w roku 1588. W 1587 roku – a więc jeszcze za jego życia – gościł w Oliwie i zaprzysięgał pacta conventa król Zygmunt III Waza. W tym też roku ustalono, że elekcja opatów oliwskich będzie w gestii biskupów włocławskich. W 1588 roku opatem został Dawid Konarski. Za jego panowania zwrócono zakonowi kartuskiemu posiadłości ziemskie i nieruchomości przejęte dziesięć lat wcześniej przez Kacpra Geschkaua.

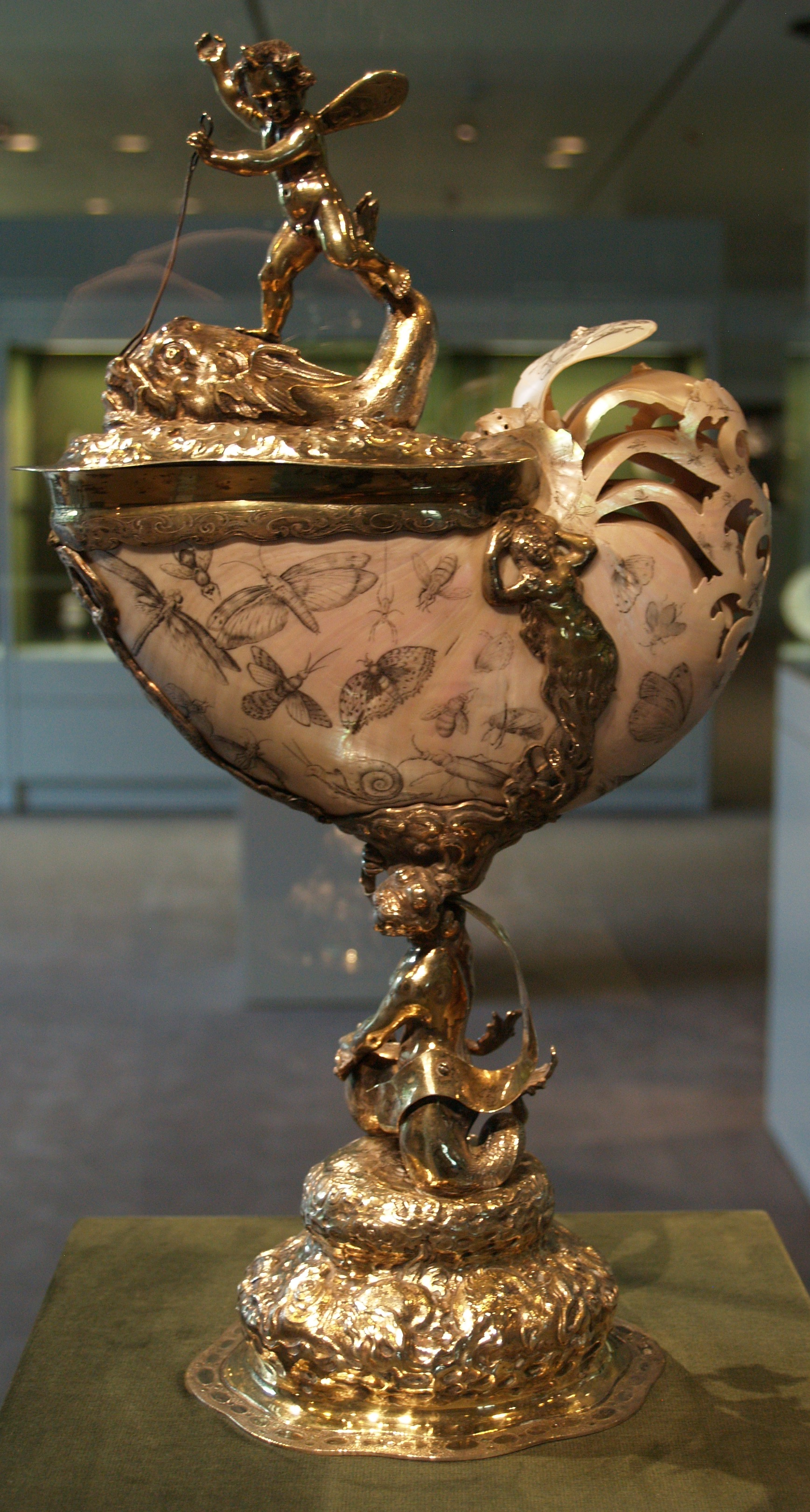
Puchar nautilus z herbem opata Aleksandra Kęsowskiego autorstwa Andreasa I Mackensena, 1643-1667, Muzeum Rzemiosła Artystycznego w Berlinie

W roku 1594 ukończono remont kościoła. W tymże roku odwiedził Oliwę król Zygmunt z małżonką Anną. Arcykatolicki władca darzył Oliwę sympatią – latem 1598 spędził ponad miesiąc w klasztorze, a jesienią jeszcze raz odwiedził Oliwę. W 1603 roku wyjednał u papieża Klemensa VIII prawo do infuły i pastorału dla opatów oliwskich. W 1623 roku, gdy król Zygmunt przebywał w Gdańsku, odwiedziła Oliwę jego druga żona Konstancja Habsburżanka. W 1596 roku rozbudowano priorat. W roku 1603 powstały pierwsze organy, a w 1605 ambona. W 1604 roku poświęcono odbudowany kościół św. Jakuba. W latach 1605 i 1608 odbudowano mury klasztorne, co wiązało się z realnym zagrożeniem ze strony Szwedów. Zagrożenie musiało być znaczne, skoro skłoniło cystersów do zdeponowania archiwum i skarbca w Gdańsku. W roku 1616 zmarł Dawid Konarski. Jego następcą został Adam Trebnic.
W 1626 klasztor został splądrowany przez szwedzkie wojska pod dowództwem admirała Carla Carlssona Gyllenhielma. Wtedy właśnie wywieziono do szwedzkiego Skokloster renesansową ambonę i organy. Wojnę ze Szwedami konwent oliwski przetrwał w Gdańsku, skąd powrócił do Oliwy w 1628 roku. Wcześniej, w roku 1627, na wodach Zatoki Gdańskiej doszło do bitwy między flotą polską a szwedzką. Wojna zakończyła się w roku 1629, a w 1630 zmarł opat Adam Trebnic. Wobec tego, że klasztor utracił sporą część wyposażenia, kolejni opaci (Jan Grabiński, Aleksander Grabiński, Michał Konarski i Aleksander Kęsowski) fundowali nowy, tym razem barokowy wystrój świątyni.
W roku 1635 odwiedzili Oliwę król Władysław IV, nuncjusz papieski Honoriusz Visconti oraz poseł francuski d'Avaux. W roku 1646, właśnie w Oliwie odbyło się oficjalne powitanie królewskiej narzeczonej – księżniczki Mantui Marii Ludwiki. Księżniczkę, w imieniu króla Władysława i Rzeczypospolitej, witał orszak dyplomatów i dostojników państwowych. Pięć lat później Maria Ludwika, tym razem przy boku swego drugiego męża, króla Jana Kazimierza, przybyła do Oliwy raz jeszcze.
Lata 1655–1660 to czas kolejnej wojny ze Szwedami, zwanej w Polsce „Potopem”. Wielu zakonników opuściło na ten czas Oliwę. Skarbiec i biblioteka klasztoru zostały przeniesione do Gdańska, którego Szwedzi nie zdołali zdobyć. Natomiast opactwo oliwskie zostało w 1656 roku splądrowane przez szwedzkich żołnierzy Gustawa Stenbocka. Zakonnicy poprosili załogę Gdańska o pomoc. Gdańscy żołnierze istotnie usunęli Szwedów z opactwa, ale zaraz sami wzięli się za plądrowanie i demolowanie klasztoru. Wojna ze Szwedami zakończyła się rokowaniami w Oliwie; prowadzone w opactwie zakończyły się podpisaniem traktatu pokojowego 3 maja 1660 roku. W czasie rokowań dwór królewski zamieszkiwał w Gdańsku, Szwedzi rozlokowali się w Sopocie, a w klasztorze rezydowali francuscy rozjemcy.

## Czasy „pokoju”

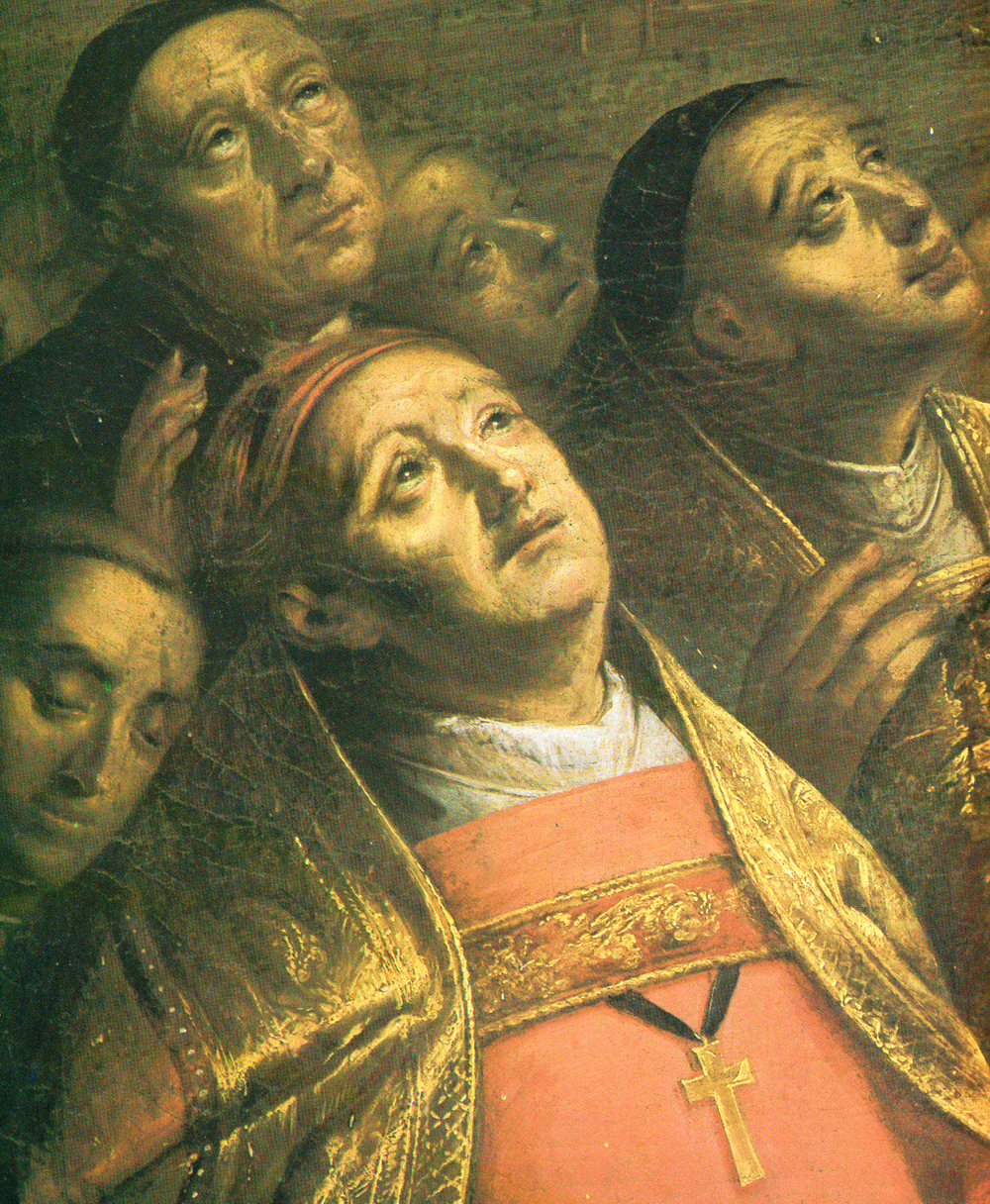
Opat Michał Hacki na obrazie w ołtarzu głównym kościoła klasztornego

Nastały teraz, jak się wydawało, spokojniejsze czasy sprzyjające rozwojowi klasztoru. W 1665 roku wzniesiono nowy budynek szpitala klasztornego, a w 1676 uruchomiono drukarnię. W latach 1677 i 1678 odwiedzał opactwo król Jan III Sobieski, który kilka miesięcy mieszkał w Gdańsku rozstrzygając spory między Radą a cechami. Gdy w roku 1683 zmarł Karol Łoknicki, król Sobieski mianował oliwskim opatem Michała Antoniego Hackiego. Hacki był wcześniej (od roku 1660) przeorem. Próbował też sił w dyplomacji i tajnych służbach. Jan Sobieski mianował go swoim sekretarzem i wykorzystywał do misji dyplomatycznych. Hacki był agentem królewskiego kontrwywiadu, odnoszącym sukcesy w rozszyfrowywaniu listów dyplomatycznych obcych mocarstw. Przeprowadziwszy się do Oliwy Hacki rzeczywiście dbał o rozwój klasztoru. Ufundował wiele z barokowego wyposażenia kościoła, a przede wszystkim ołtarz główny z 1688 roku. W 1697 roku, gdy w Oliwie zjawił się Ludwik Bourbon-Conti – francuski kandydat do korony, opat Hacki opowiedział się po stronie jego saskiego konkurenta, Fryderyka Augusta Wettyna, umożliwiając wojskom polsko-saskim rozpędzenie Francuzów i polskich „kontystów”. Wiosną 1698 roku król August II Mocny, podejmowany przez opata Hackiego, oglądał w Oliwie miejsce potyczki.
Za tego właśnie opata powstał w roku 1688 monumentalny, barokowy ołtarz główny, który zajmuje całą przestrzeń przyścienną i sklepienie wschodniego zamknięcia prezbiterium. Ołtarz jest prawdopodobnie dziełem gdańskiego architekta i rzeźbiarza Andreasa Schlütera, a obraz, przedstawiający Hackiego i zakonników modlących się do Trójcy Świętej, Matki Boskiej i św. Bernarda, powstał w pracowni Andrzeja Stecha. Przebudowana została również stara szafarnia klasztorna, w której znalazły się: apteka, sąd opacki, mieszkania księży i służby kościelnej oraz – działająca w latach 1673-1744 – drukarnia.
W 1702 roku, w czasie trwania wielkiej wojny północnej wojska saskie zimowały w Oliwie, która ucierpiała w wyniku kontrybucji i rekwizycji. Następcą zmarłego w roku 1703 opata Hackiego został Kazimierz Dąbrowski. Za jego panowania przebudowano wieżę kościoła św. Jakuba. Działo się to w roku 1709 – w roku wielkiej zarazy, która zabrała kilkuset mieszkańców Oliwy. Była to jedna z wielu epidemii na Pomorzu, ale skutki tej właśnie szczególnie odczuł konwent oliwski. W Domu Bramnym (zwanym od tego czasu „Domem Zarazy”) zmarło kolejno dziewięciu cystersów pełniących duszpasterską posługę. W roku następnym w Oliwie odbyły się obrady generalnego sejmiku pruskiego, na który przybył też król August II. Król gościł w Oliwie jeszcze w 1716 roku. W 1722 roku zmarł opat Kazimierz Dąbrowski. Jego następcą został Franciszek Mikołaj Zaleski. W tym samym roku powstało w Oliwie bractwo kurkowe, do obowiązków którego należała asysta przy procesjach Bożego Ciała.

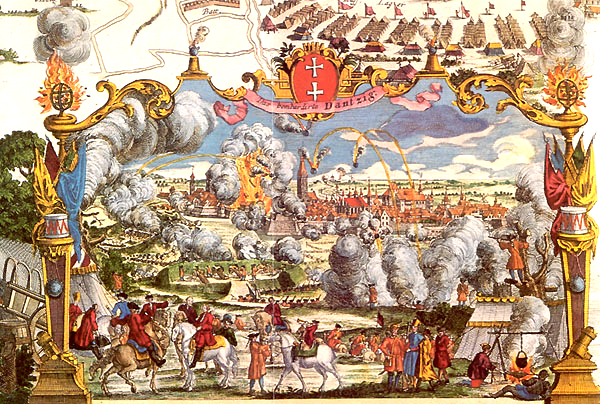
Oblężenie Gdańska w 1734 roku

W 1733 roku – po śmierci króla Augusta II Mocnego – wybuchła wojna o sukcesję polską, czyli walki o tron pomiędzy Augustem III a Stanisławem Leszczyńskim. Gdańsk opowiedział się za Leszczyńskim, natomiast Oliwa pozostała przy Wettynach. Opat odwiedzał wprawdzie rezydującego w Gdańsku Leszczyńskiego, ale jednocześnie starał się o protekcję u rosyjskich dowódców wspierających Sasa. Podczas oblężenia Gdańska w pałacu opatów zakwaterował rosyjski marszałek polny Burkhard Christoph Münnich więc zniszczenia ominęły Oliwę, choć inne klasztorne posiadłości ucierpiały w wyniku działań wojennych. Po zakończeniu trwającego 145 dni oblężenia Gdańska król August III Sas zatrzymał się w Oliwie, gdzie przyjął hołd gdańszczan a potem wydał w ogrodach klasztoru przyjęcie na cześć swoich zwolenników, a zwłaszcza swojej protektorki – carycy Anny Iwanownej.

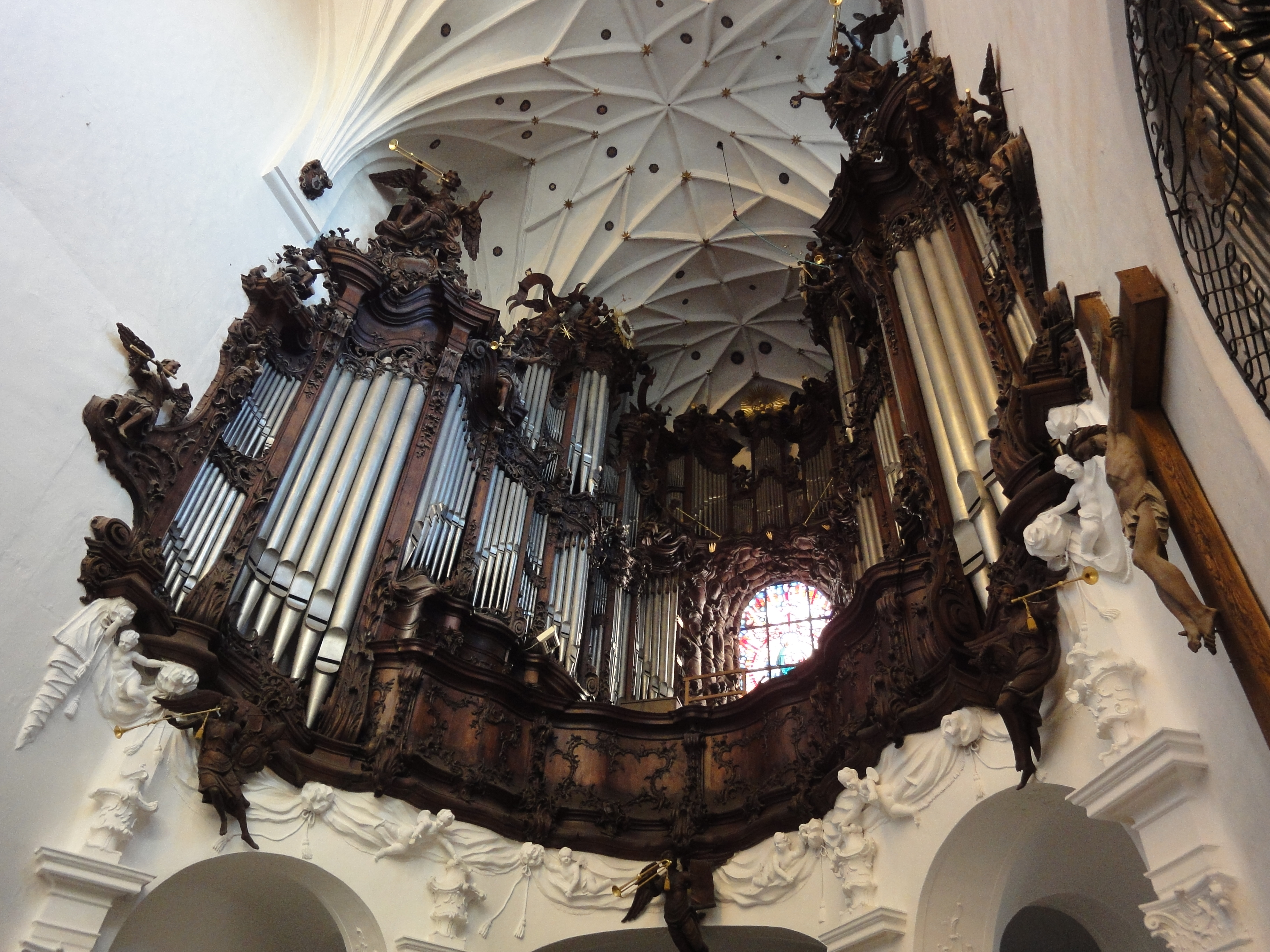
Wielkie organy z XVIII wieku

W roku 1736 król August III zgodził się przestrzegać zasady wolnego wyboru oliwskiego opata. Dotyczyć to miało już tylko jednego kandydata Jacka Józefa Rybińskiego, bowiem za jego życia miał miejsce I rozbiór Polski, a pruski zaborca nie miał zamiaru przestrzegać umów zawieranych przez polskich władców. Z wdzięczności za ocalenie opactwa postanowiono wprowadzić kult św. Oliwy, zainicjowany jeszcze przez Hackiego. Opat wraz z przeorem Iwo Rowederem (opat był jednym z autorów oliwskiej kroniki) udali się w 1738 roku do władz cysterskich w Citeaux, by uzyskać błogosławieństwo dla nowego na terenie Pomorza kultu. W tym też celu reaktywowano bractwo kurkowe, które miało uświetnić uroczystości związane z wprowadzeniem kultu św. Oliwy. Uroczystości miały miejsce w dniach 5–6 czerwca 1739 roku, a ich główną częścią było przeniesienie relikwii świętej z kościoła św. Jakuba do kościoła klasztornego. W roku 1739, dzięki opatowi Iwo Rowederowi, powstała akademia filozoficzno-teologiczna działająca do roku 1783.

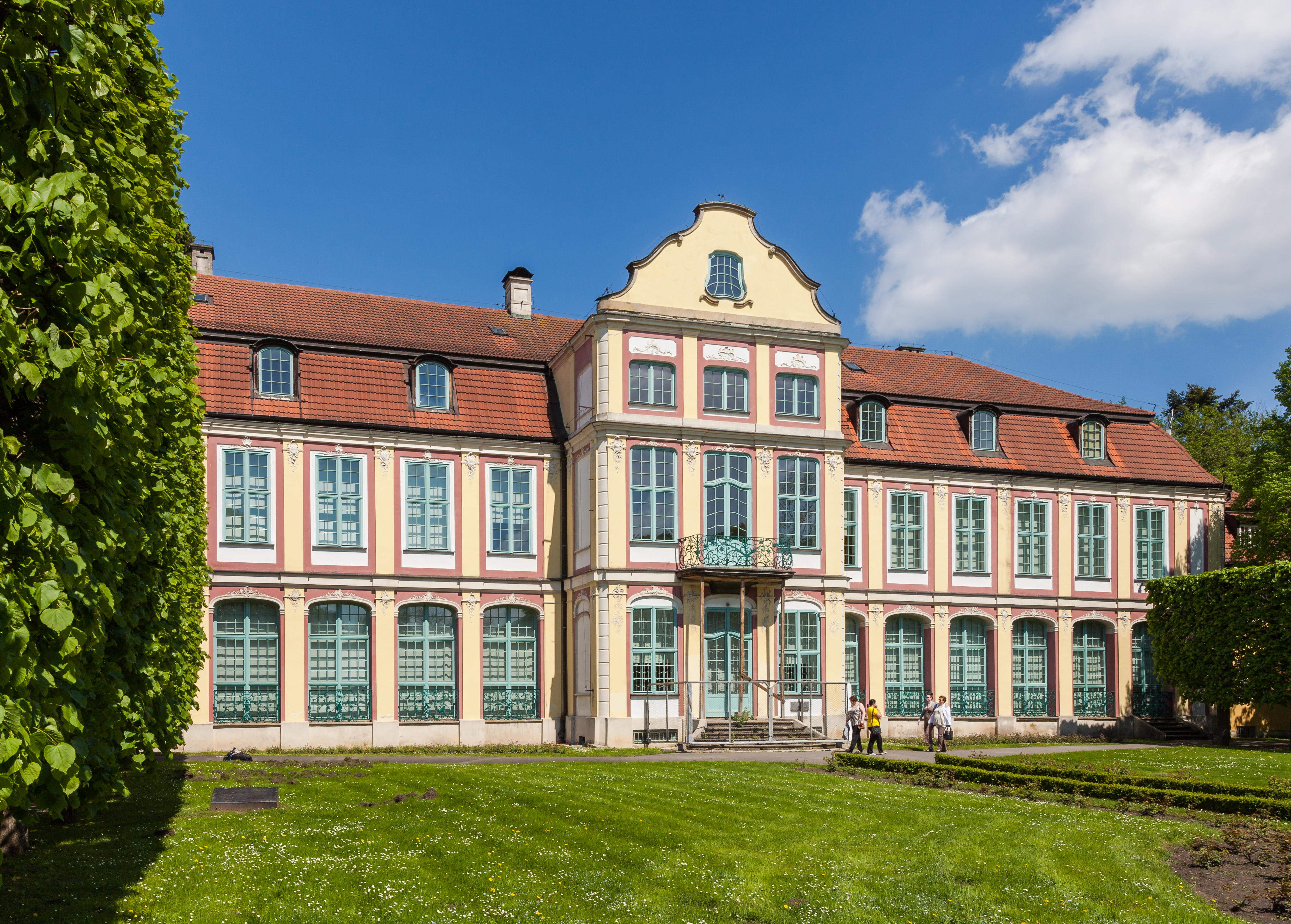
Nowy pałac opatów z czasów władania o. Jacka Rybińskiego

Z inicjatywy opata Rybińskiego odnowiono kościół św. Jakuba (dodano nowy hełm) i nieistniejący już przytułek św. Łazarza, a w latach 1754–1756 zbudowano nowy, rokokowy pałac opacki i nową ambonę. Najważniejszym przedsięwzięciem Rybińskiego było polecenie budowy nowych organów. Opat najpierw zamówił u o. Jana Wulffa małe organy (w transepcie kościoła), po czym wysłał go na swój koszt na naukę u najlepszych europejskich mistrzów, by po jego powrocie zlecić mu budowę wielkich organów w nawie głównej.

## Od rozbiorów do kasacji

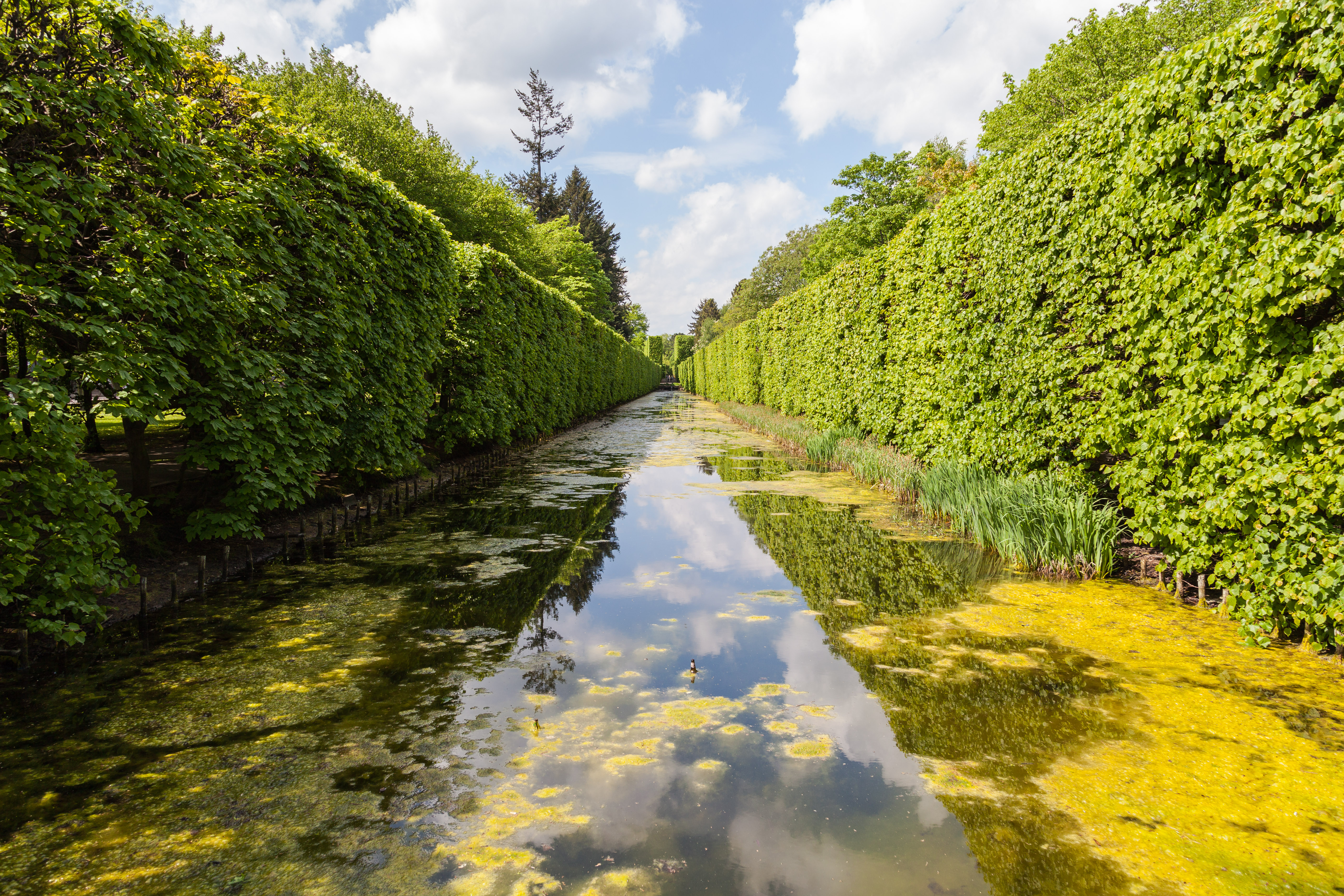
Dawny park opacki

Świetność opactwa zakończyła się w 1772 roku, wraz z I rozbiorem Polski, kiedy to Oliwa znalazła się pod panowaniem pruskim. Państwo pruskie zasekwestrowało wszystkie dobra klasztorne z wyjątkiem tych, które leżały na terenie Gdańska (miasto jeszcze jakiś czas broniło swej niezależności). Opatowi przyznano roczną pensję w wysokości 4000 guldenów, a klasztorowi pieniężną rekompensatę. W 1782 roku opat Jacek Rybiński zmarł. O jego stanowisko ubiegał się biskup Ignacy Krasicki, częsty gość opactwa, ale król pruski mianował opatem komendatoryjnym swojego kuzyna – księcia Karola Hohenzollerna, który został także opatem pelplińskim.
Zubożały nagle konwent musiał zacząć wyprzedawać część dzieł sztuki z wyposażenia kościoła. I tak do kościoła parafialnego w Brzózie trafiły, zakupione w Oliwie przez generała Stanisława Ożarowskiego, wczesnobarokowa ambona, 8 reliefowych scen biblijnych i 7 scen Męki Pańskiej (prawdopodobnie wszystkie pochodzące z pracowni Andreasa Götckena).
Karol Hohenzollern w 1793 roku wziął w dzierżawę przyklasztorną górę Pachołek (niem. Karlsberg – nazwa pochodziła od imienia opata) i zbudował na niej widokowy belweder zastąpiony później kamienną wieżą widokową. W 1798 odwiedził to miejsce król Fryderyk Wilhelm II z żoną Luizą. Karol Hohenzollern uczcił swych gości, nazywając jedno ze wzgórz Górą Luizy. Po śmierci Karola w 1803, jego następcą został książę Józef Hohenzollern-Hechingen.

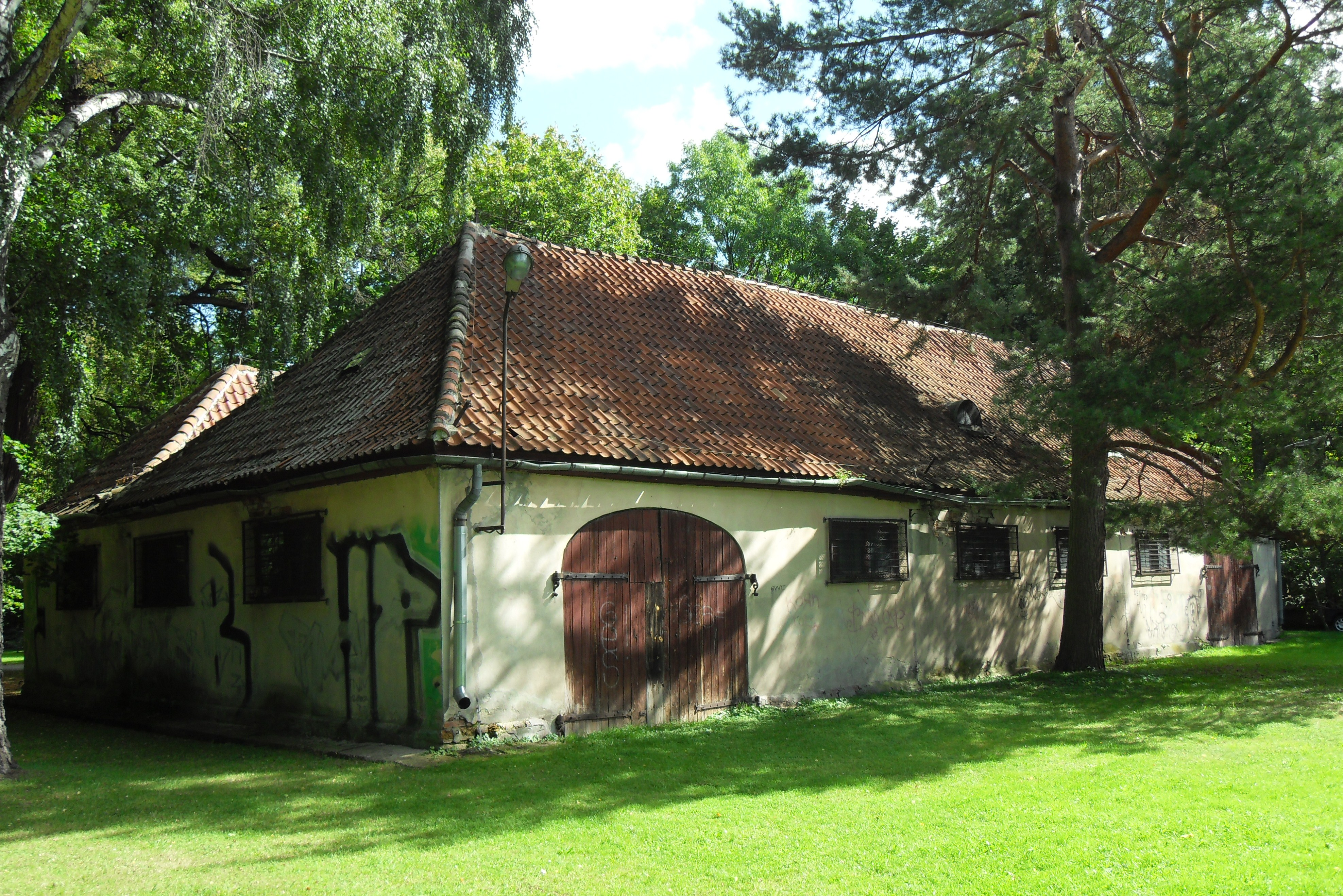
Zabytkowa stajnia

W roku 1807 zmarł twórca organów, o. Michał Wulff. W tym też roku Gdańsk zdobyły wojska napoleońskie i polskie. W Oliwie urządzono francuski lazaret. Gdy utworzono pierwsze Wolne Miasto Gdańsk, obejmujące także Oliwę, klasztor przestał otrzymywać dotacje od państwa pruskiego i został zmuszony do wyprzedaży srebrnych przedmiotów stanowiących wyposażenie kościoła i klasztoru. W roku 1813 doszło do rosyjskiego oblężenia Gdańska. Po upadku Gdańska, Oliwa została przyłączona definitywnie do państwa pruskiego. W 1820 roku władze wydały zakaz przyjmowania nowicjuszy, a w 1829 – nakaz likwidacji klasztoru. Nastąpiła ona 1 października 1831. Dobra klasztorne i opackie zostały rozdzielone pomiędzy miasto Gdańsk i króla pruskiego. Ostatni opat, Józef Hohenzollern-Hechingen, zmarł w roku 1836. W miejsce opactwa utworzone zostały parafie: katolicka z siedzibą w kościele poklasztornym i ewangelicka w kościele św. Jakuba.
Na przestrzeni wieków zniszczeniu uległa większość należących do opactwa zakładów przemysłowych. Przy Potoku Oliwskim i jego dopływach funkcjonowało ponad dwadzieścia tzw. „młynów”, pracujących dzięki sile wody. Numerowane były pod prąd potoku – od I młyna w Jelitkowie, do XXIV w Dolinie Krzaczastego Młyna. Największym z nich była istniejąca do dzisiaj Kuźnia Wodna. W połowie XVIII wieku dzierżawca kuźni zobowiązany był płacić opactwu 140 florenów i dostarczać około 485 kg żelaza rocznie. Jeszcze w roku 1830 zakład produkował prawie 200 ton różnych wyrobów metalowych.
Cystersi wrócili do Oliwy w roku 1945, ale opactwa już nie odzyskali. Objęli poewangelicki kościół przy ul. Leśnej (niem. Waldstraẞe), obecnie pod wezwaniem Matki Bożej Królowej Korony Polskiej, wraz z budynkiem przy ul. Polanki 131, przekształconym w dom zakonny. Ich przeorat podlega opactwu w Szczyrzycu. W 1988 roku przy kościele ustanowiono odrębną parafię.